# Berga/Elster
Berga/Elster è una città tedesca di 3 198 abitanti, situata nel Land della Turingia. Appartiene al circondario di Greiz.
Berga/Elster svolge il ruolo di "comune amministratore" (Erfüllende Gemeinde) nei confronti dei comuni di Mohlsdorf e Teichwolframsdorf.

## Storia
Il 1º giugno 1991 venne aggregato alla città di Berga/Elster il comune di Geißendorf.